# Parcy-et-Tigny

Parcy-et-Tigny este o comună în departamentul Aisne din nordul Franței. În 1 ianuarie 2022 avea o populație de 247 de locuitori.